# De boeman
De boeman is een Franse stripreeks die begonnen is in januari 2004 met Denis-Pierre Filippi als schrijver en Fabrice Lebeault als tekenaar.

## Albums
Alle albums zijn geschreven door Denis-Pierre Filippi, getekend door Fabrice Lebeault en uitgegeven door Dupuis.
1. De boeman deel 1
2. De boeman deel 2